# Ailette
Pour les articles homonymes, voir Ailette (homonymie).

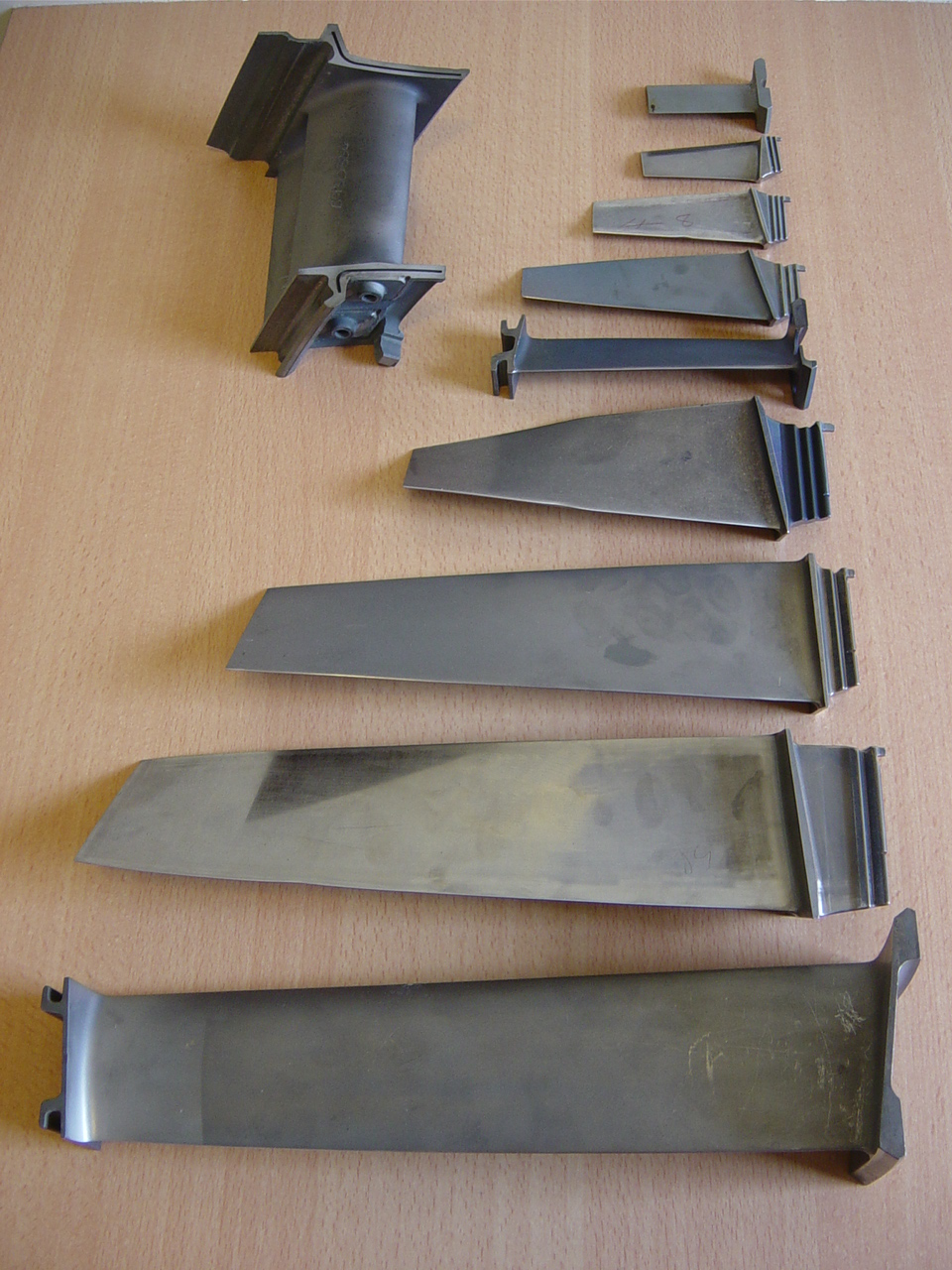
Lot d'ailettes et d'aubes du moteur du Concorde.

Une ailette est une petite aile dont le rôle peut être de produire une sustentation. Il s'agit parfois d'une simple feuille plate de métal ou d'un autre matériau.

## Aérodynamique
En aérodynamique, les ailettes ont différentes fonctions selon le domaine où elles sont utilisées.
AutomobileEn Formule 1, des ailettes, placées à des endroits stratégiques, sont chargés de dévier une partie du flux d'air circulant autour de la carrosserie afin d’améliorer l’aérodynamisme, l'effet de sol et l’adhérence.
FuséesLes fusées présentent naturellement des ailettes d'empennage (encore nommées "ailerons")  afin d'assurer leur stabilité aérodynamique pendant la traversée de l'atmosphere.
AviationLes ailettes verticales (winglet en anglais) en bout d'ailes permettent d'amoindrir le tourbillon marginal et de diminuer ainsi la traînée induite.
Moteur à réactionLes ailettes servent à orienter le flux d'air de manière à obtenir la poussée maximum avec le meilleur rendement.
Turbinesles ailettes d'une turbine à gaz convertissent l'énergie de la combustion en énergie cinétique des gaz brulés ce qui engendre une énergie mécanique d'un arbre moteur.

## Transfert thermique
Lorsqu'elle participe au transfert thermique, l'ailette a pour fonction d'augmenter la surface d’échange pour maximiser les transferts de chaleur entre un élément plan et un fluide extérieur. Le transfert entre l'ailette et le radiateur se fait par conduction, alors que les échanges avec le fluide extérieur ont lieu par convection. On peut citer, par exemple :
- microprocesseurs : les ailettes servent à rendre les radiateurs plus efficaces, en augmentant la surface d'échange avec l'air (échange encore renforcé par le flux d'air d'un ventilateur)[7] ;
- radiateurs de moteur thermique : on utilise des ailettes métalliques pour augmenter la surface de contact thermique des tubes des radiateurs avec le flux d'air qui les traverse, afin d’améliorer les échanges thermiques[8].

L'efficacité d'une ailette est défini comme le rapport entre la chaleur transmise à travers celle-ci et la chaleur qui serait transmise par convection ou rayonnement à partir de la surface de base de la pièce métallique, si l'ailette était supprimée[réf. nécessaire].
Un ventilateur assure un flux d'air continu quelle que soit la température de l'air ambiant ou lorsque le flux d'air naturel est trop faible (lors de l’arrêt d'un véhicule par exemple).